# Siegfried Sadtler
Siegfried Sadtler (* 13. Mai 1914; † 14. März 1983) war ein deutscher Ministerialbeamter.

## Leben
Sadtler wurde nach seiner juristischen Promotion an der Universität zu Köln 1949 Hilfsreferent im Bundesverkehrsministerium. Später war er als Ministerialrat und von 1972 bis 1982 als Ministerialdirigent im Bundesverteidigungsministerium und dort als Abteilungsleiter Rüstung tätig. Von 1957 bis 1975 saß er für die FDP im Stadtrat von Bonn, war Fraktionsvorsitzender der FDP und Bürgermeister.
Von 1971 bis 1977 war Sadtler Mitglied im Beirat der Friedrich-Naumann-Stiftung. 1950 war er Mitglied im Bundesvorstand des Deutschen Beamtenbundes.

## Veröffentlichungen
- Landesverordnung über die Errichtung und die Tätigkeit von Betriebsräten vom 15.5.1947, jur. Diss., Universität zu Köln, 1949.
- (gemeinsam mit Bruno Abild, Wilfried Heins): Abteilung Rüstung begründet Verteidigungsfähigkeit der Bundesrepublik in der NATO. In: Wehrtechnik 7 (1975), S. 11–104.